# Vicko Ruić
Vicko Ruić (Split, 1959) hrvatski je glumac.
Diplomirao je 1983. na odseku glume Akademije za kazalište, televiziju i film u Zagrebu. Nausikaja (1995) je njegov prvi dugometražni igrani film u kojem je bio potpuni autor (scenarist i režiser) i producent. To je prvi hrvatski nezavisni film. Nausikaja je učestvovao na međunarodnim filmskim festivalima u Pragu, Montrealu, Sao Paolu, Kairu, Nju Delhiju, Geteborgu, Katolici, Sankt Peterburgu, Glen Eleni, a bila je i predstavnik Hrvatske za nagradu američke filmske akademije Oskar 1996. Film je dobio nagradu kritike Chance - Debut na filmskom festivalu u Sankt Peterburgu 1996.

## Filmografija
| God.     | Naziv                               | Uloga                     |
| -------- | ----------------------------------- | ------------------------- |
| 1980.-те |                                     |                           |
| 1980.    | Velo misto                          | Antitalijanaš             |
| 1982.    | Nepokoreni grad                     | Beli                      |
| 1984.    | Raskoljnikov iz studentskog servisa |                           |
| 1984.    | Mala pljačka vlaka                  | Anarhista                 |
| 1985.    | Crveni i crni                       |                           |
| 1987.    | Oficir s ružom                      |                           |
| 1988.    | Vanbračna putovanja                 |                           |
| 1988.    | Ćao, ćao, bambina!                  |                           |
| 1989.    | Najbolji                            | Potporučnik Neven Pendelj |
| 1990.-те |                                     |                           |
| 1990.    | Doktorova noć                       | neznanac                  |
| 1991.    | Priča iz Hrvatske                   | pop                       |
| 1991.    | Smogovci                            | producent                 |
| 1991.    | Bračna putovanja                    | Tugomir                   |
| 1999.    | Bijela put                          |                           |

## Spoljašnje veze
- Vicko Ruic на веб-сајту  (језик: енглески)